# العلاقات الكويتية المالاوية
العلاقات الكويتية المالاوية هي العلاقات الثنائية التي تجمع بين الكويت ومالاوي.

## مقارنة بين البلدين
هذه مقارنة عامة ومرجعية للدولتين:
| وجه المقارنة                                              | الكويت        | مالاوي                     |
| --------------------------------------------------------- | ------------- | -------------------------- |
| المساحة (كم2)                                             | 17.82 ألف     | 118.48 ألف                 |
| عدد السكان (نسمة)                                         | 4.14 مليون    | 18.62 مليون                |
| الكثافة السكانية (ن./كم²)                                 | 232.32        | 157.16                     |
| العاصمة                                                   | مدينة الكويت  | ليلونغوي، زومبا            |
| اللغة الرسمية                                             | اللغة العربية | لغة إنجليزية، لغة الشيشيوا |
| العملة                                                    | دينار كويتي   | كواشا ملاوية               |
| الناتج المحلي الإجمالي (بليون دولار)                      | 120.13 مليار  | 6.30 مليار                 |
| الناتج المحلي الإجمالي (تعادل القوة الشرائية) بليون دولار | 290.53 مليار  | 22.43 مليار                |
| الناتج المحلي الإجمالي الاسمي للفرد دولار أمريكي          | 29.30 ألف     | 338                        |
| الناتج المحلي الإجمالي للفرد دولار أمريكي                 | 73.25 ألف     | 1.20 ألف                   |
| مؤشر التنمية البشرية                                      | 0.816         | 0.445                      |
| رمز المكالمات الدولي                                      | +965          | +265                       |
| رمز الإنترنت                                              | .kw           | .mw                        |
| المنطقة الزمنية                                           | ت ع م+03:00   | ت ع م+02:00                |

## منظمات دولية مشتركة
يشترك البلدان في عضوية مجموعة من المنظمات الدولية، منها:
| علم المنظمة | اسم المنظمة                               | تاريخ انضمام الكويت | تاريخ انضمام مالاوي |
| ----------- | ----------------------------------------- | ------------------- | ------------------- |
|             | الاتحاد البريدي العالمي                   | ?                   | ?                   |
|             | يونسكو                                    | 18 نوفمبر 1960      | 27 أكتوبر 1964      |
|             | البنك الدولي للإنشاء والتعمير             | 13 سبتمبر 1962      | 19 يوليو 1965       |
|             | منظمة التجارة العالمية                    | ?                   | ?                   |
|             | وكالة ضمان الاستثمار متعدد الأطراف        | 12 أبريل 1988       | 12 أبريل 1988       |
|             | البنك الإفريقي للتنمية                    | ?                   | ?                   |
|             | الاتحاد الدولي للاتصالات                  | 14 أغسطس 1959       | 19 فبراير 1965      |
|             | منظمة الشرطة الجنائية الدولية             | ?                   | ?                   |
|             | مؤسسة التمويل الدولية                     | 13 سبتمبر 1962      | 19 يوليو 1965       |
|             | الأمم المتحدة                             | 14 مايو 1963        | 1 ديسمبر 1964       |
|             | مؤسسة التنمية الدولية                     | 13 سبتمبر 1962      | 19 يوليو 1965       |
|             | منظمة حظر الأسلحة الكيميائية              | ?                   | ?                   |
|             | المركز الدولي لتسوية المنازعات الاستشارية | 4 مارس 1979         | 14 أكتوبر 1966      |

## وصلات خارجية
- موقع وزارة الخارجية الكويتية